# PKWARE
PKWARE, Inc. je softwarová společnost zabývající se ochranou podnikových dat. Dodává software pro získávání, klasifikaci, kompresi, maskování a šifrování dat organizacím v oblasti finančnictví, výroby, obrany, zdravotnictví a státní správy. Výrobky společnosti mají napomáhat jiným společnostem při dodržování různých předpisů na ochranu dat, např. GDPR a CCPA. Společnost sídlí v Milwaukee, ve státě Wisconsin a má další pobočky ve Spojených státech, Velké Británii a Indii.[zdroj?]
PKWARE založil v roce 1986 Phil Katz, autor komprimačních a archivačních programů PXARC a PKZIP a tvůrce formátu ZIP.
Firma PKWARE Inc. byla v roce 2020 odkoupena společností Thompson Street Capital Partners.